# Lego Racers
Lego Racers – komputerowa gra wyścigowa wyprodukowana przez High Voltage Software i wydana przez Lego Media 12 października 1999. Gracz wciela się w kierowcę samochodu wyścigowego zbudowanego z klocków Lego.

## Rozgrywka
Do dyspozycji gracza oddano cztery grywalne postacie: Joan of Kart, Turbo Charger, Scooter i Roboracer. Twórcy dali możliwość zbudowania własnego samochodu i stworzenia własnych kierowców; wszystko z klocków Lego. Dostępnych jest kilka typów podwozia, a klocków przybywa, tak jak w menu budowy kierowcy, wraz z wygrywaniem kolejnych wyścigów. Wyścigi podzielone zostały na cztery warianty: turniej, wyścig pojedynczy, wyścig na czas oraz w przypadku podłączenia dżojstika – wyścig dwuosobowy.

### Wyścigi
W wyścigu pojedynczym gracz bierze udział w rajdzie na jednym torze. W trybie tym, w przeciwieństwie do trybu Turnieju, nie obowiązuje klasyfikacja punktowa.
W wyścigu na czas gracz ustanawia rekordy toru grając przeciwko Veronice Voltage, w grze przedstawionej jako koleżanka Rocket Racera i jego mechanik. Po pokonaniu jej we wszystkich wyścigach czasowych otrzymujemy nowe części.
Do wyścigu dwuosobowego jest niezbędne podłączenie do komputera dwóch urządzeń pozwalających na kierowanie samochodem (np. klawiaturę i dżojstik). Ekran dzieli się na dwie połowy, na których widać obu ścigających się kierowców. W tym trybie nie ma możliwości ścigania się z przeciwnikiem sterowanym przez komputer (jedynie z drugim graczem), ale za to jest to jedyny tryb, gdzie można ustawić wyścig nawet na 5 okrążeń (w każdym innym trybie wyścigi składają się z trzech okrążeń). Tryb wieloosobowy odblokowuje się po podłączeniu dżojstika, jednak możliwe jest ustawienie sterowania obu graczy za pomocą klawiatury.

### Turniej
Turniej jest rozgrywany etapami, których jest siedem. Każdy z pierwszych sześciu turniejów składa się z czterech wyścigów, natomiast ostatni turniej to jeden wyścig, w którym przeciwnikiem gracza jest Rocket Racer, będący jednocześnie ostatnim mistrzem do pokonania. W każdym wyścigu turniejowym gracz rywalizuje z pięcioma kierowcami (jeden mistrz i czterech innych kierowców). Za kolejne miejsca w wyścigu przyznawane są punkty.